# CAMP receptorový protein

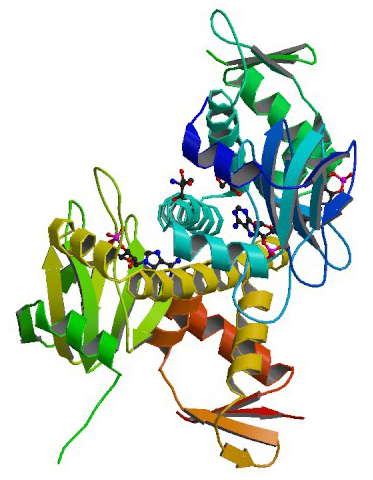
molekulová struktura

cAMP receptorový protein (CRP), nebo také protein katabolitického aktivátoru (CAP) je regulační protein v bakteriích. CRP protein se váže  na cAMP a vyvolá jeho konformační změnu umožňující pevnou vazbu CRP na DNA a na promotory genů, které ovládá. CRP tak aktivuje transkripci prostřednictvím přímé protein–protein interakce s RNA polymerázou.
Geny regulované pomocí CRP jsou zapojeny do energetického metabolismu, např. galaktóza, citrát, nebo skupina PEP systému translokace . U Escherichia coli CRP může regulovat transkripci více než 100 genů.
Signál pro aktivaci CRP se váže na cyklickou AMP. Vazba cAMP na CRP vede k přenosu signálu na dlouhou vzdálenost od N-konce vazebné domény proteinu na C-konec domény proteinu, který je zodpovědný za interakce se specifickou sekvenci DNA.